# Dionysia bornmuelleri
Dionysia bornmuelleri är en viveväxtart som först beskrevs av Theodor Strauss och Ferdinand Albin Pax, och fick sitt nu gällande namn av Theodor Strauss och Joseph Friedrich Nicolaus Bornmüller. Dionysia bornmuelleri ingår i dionysosvivesläktet som ingår i familjen viveväxter. Inga underarter finns listade i Catalogue of Life.

## Bilder

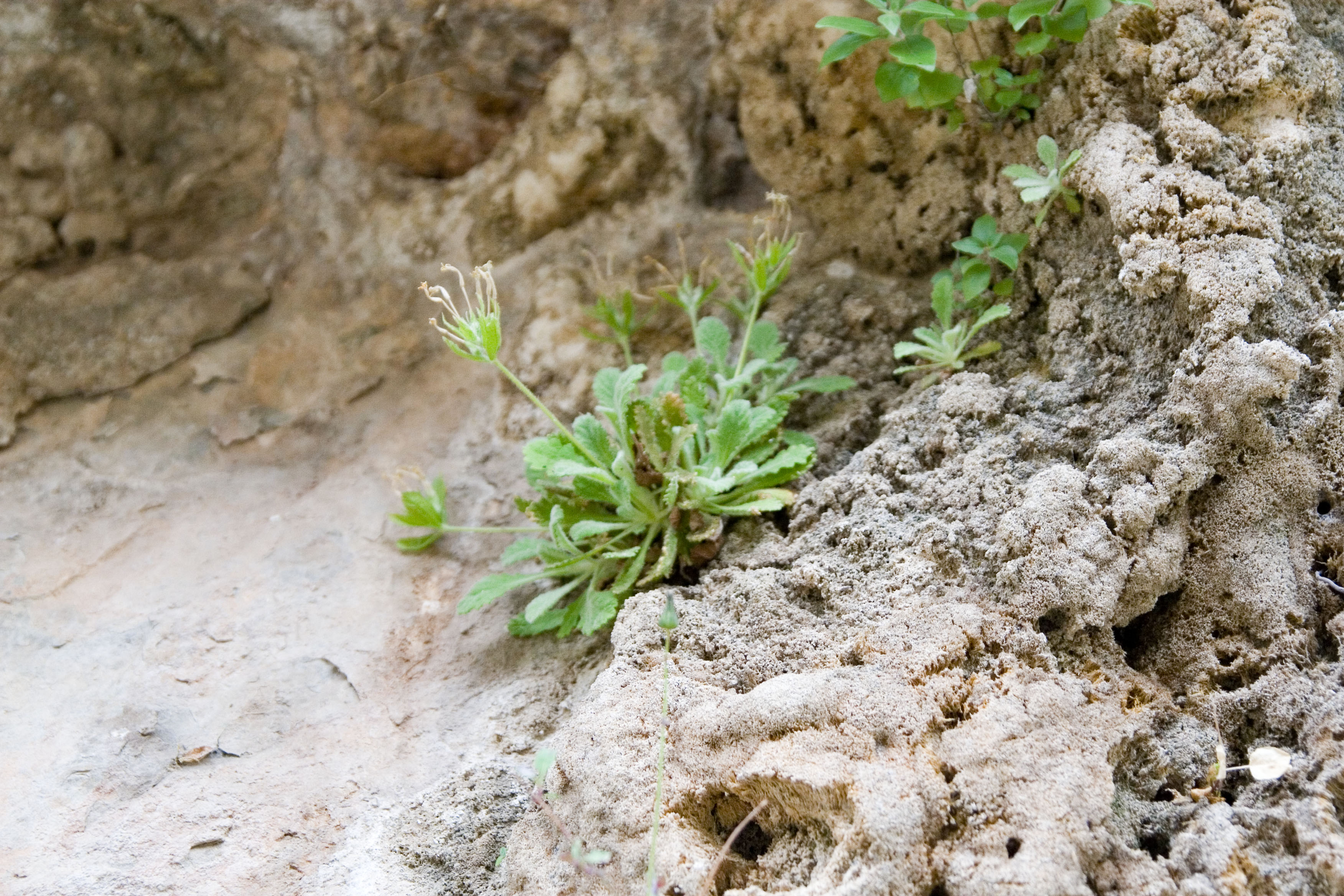
Överblommat vilt exemplar.